# Sceloporus adleri
Sceloporus adleri är en ödleart som beskrevs av  Smith och SAVITZKY 1974. Sceloporus adleri ingår i släktet Sceloporus och familjen Phrynosomatidae. IUCN kategoriserar arten globalt som livskraftig. Inga underarter finns listade i Catalogue of Life.